# Ropicomorphoides turneri
Ropicomorphoides turneri – gatunek chrząszcza z rodziny kózkowatych i podrodziny zgrzypikowych. Jedyny przedstawiciel rodzaju Ropicomorphoides.

## Zasięg występowania
Gatunek ten występuje w Republice Południowej Afryki.